# Otto Stolz
Otto Stolz (Hall in Tirol, 3 de mayo de 1842 - Innsbruck, 23 de noviembre de 1905) fue un matemático austríaco. Es conocido por sus trabajos sobre análisis matemático y sobre los infinitesimales. Da nombre al teorema de Stolz-Cesàro.

## Biografía
Otto Stolz era hijo de un prominente psiquiatra. Pasó su juventud en Hall in Tirol, localidad situada 10 kilómetros al este de Innsbruck. Allí comenzó sus estudios en una institución vinculada a la Orden Franciscana. Continuó su formación en la Akademisches Gymnasium de Innsbruck. Posteriormente estudió Física en la misma ciudad. Se trasladó a Viena en 1863, donde se doctoró en Matemáticas en 1864, realizando su tesis sobre Geometría.
Desde 1869 y durante dos años se instala en Berlín para estudiar con los matemáticos Karl Weierstraß, Ernst Eduard Kummer y Leopold Kronecker. Las teorías del primero de ellos sobre el Análisis matemático le influenciaron notablemente. En 1871 asiste a las conferencias de Alfred Clebsch y Felix Klein en la Universidad de Gotinga (Gotinga). Desde entonces mantendría un intercambio epistolar con Klein sobre geometría analítica y algebraica, trigonometría esférica, análisis real, especialmente problemas de convergencia en la teoría de series, límites e integración.
En julio de 1872 es nombrado Profesor de Matemáticas en la Universidad de Innsbruck. Posteriormente se convertiría en miembro de la Academia Imperial de Ciencias de Austria. Murió en 1905, poco después de terminar su obra Einleiitung in die Funktionentheorie (Introducción a la teoría de las funciones).
Su hijo, el historiador Otto Stolz, fue un especialista de la historia y del folklore de Tirol.

## Obra publicada
- Vorlesungen über allgemeine Arithmetik, Leipzig 1885/86 (Conferencias de aritmética general).
- Grössen und Zahlen, 1891 (Magnitud y cálculo).
- Leçons nouvelles sur l'analyse infinitésimale et ses applications géométriques, serie de libros cuya primera parte, Principes généraux (Principios generales), apareció en 1894. Le siguió Étude monographique des principales fonctions d'une seule variable (Estudio monográfico de las principales funciones de una sola variable, 1895) y dos volúmenes más.
- Grundzüge der Differential- und Integralrechnung, Leipzig 1893/96 (Fundamentos de cálculo diferencial e integral).
- Theoretische Arithmetik, 1902, junto con su discípulo J. A. Gmeiner (Aritmética teórica).
- Einleitung in die Funktionentheorie, Leipzig 1905, junto con J. A. Gmeiner. (Introducción a la teoría de funciones).
- Jahresberichte der Deutschen Mathematiker vereinigung, junto con J. A. Gmeiner, 1906.
- B.Bolzanos Bedeutung in der Geschichte der Infinitesimalrechnung, Mathematische Annalen Bd.18, 1881 (enlace roto disponible en Internet Archive; véase el historial, la primera versión y la última). (Importancia de B. Bolzano en la historia del cálculo infinitesimal)